# Escut de Kuwait
L'escut de Kuwait, més aviat un emblema que no pas un escut heràldic, es va adoptar oficialment el 1962.
Consisteix en un escut ogival amb els colors de la bandera estatal col·locat damunt el pit d'un falcó estilitzat d'or amb les ales esteses. Dins el cercle que formen les ales del falcó, un dhow, o vaixell de vela local, navegant sobre un mar d'ones d'atzur i d'argent i ressaltant damunt un cel d'atzur ennuvolat d'argent. A la part de dalt, una cinta d'argent amb el nom oficial de l'Estat escrit en àrab: دولة الكويت (Dawlat al-Kuwayt, «Estat de Kuwait»).
El dhow és un símbol de la tradició marítima del país i també es troba a l'escut de Qatar i, anteriorment, al dels Emirats Àrabs Units. El falcó és l'emblema dels quraixites, tribu a la qual pertanyia el profeta Mahoma, i també es troba en diversos escuts del món àrab, com ara el de Síria o el de Líbia.

## Escuts històrics
L'escut actual va substituir-ne un d'anterior amb un casc, un falcó i dues banderes creuades.

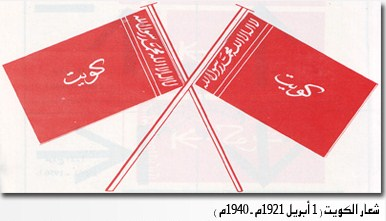
Escut d'armes de Kuwait (1921-1940)
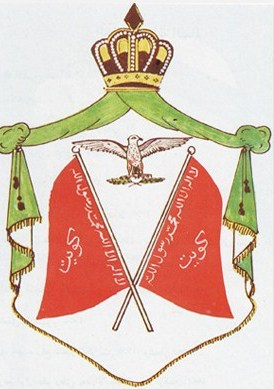
Escut d'armes de Kuwait (1940-1956)
Escut d'armes de Kuwait (1956-1962)